# Monestir de Santo Domingo de Silos

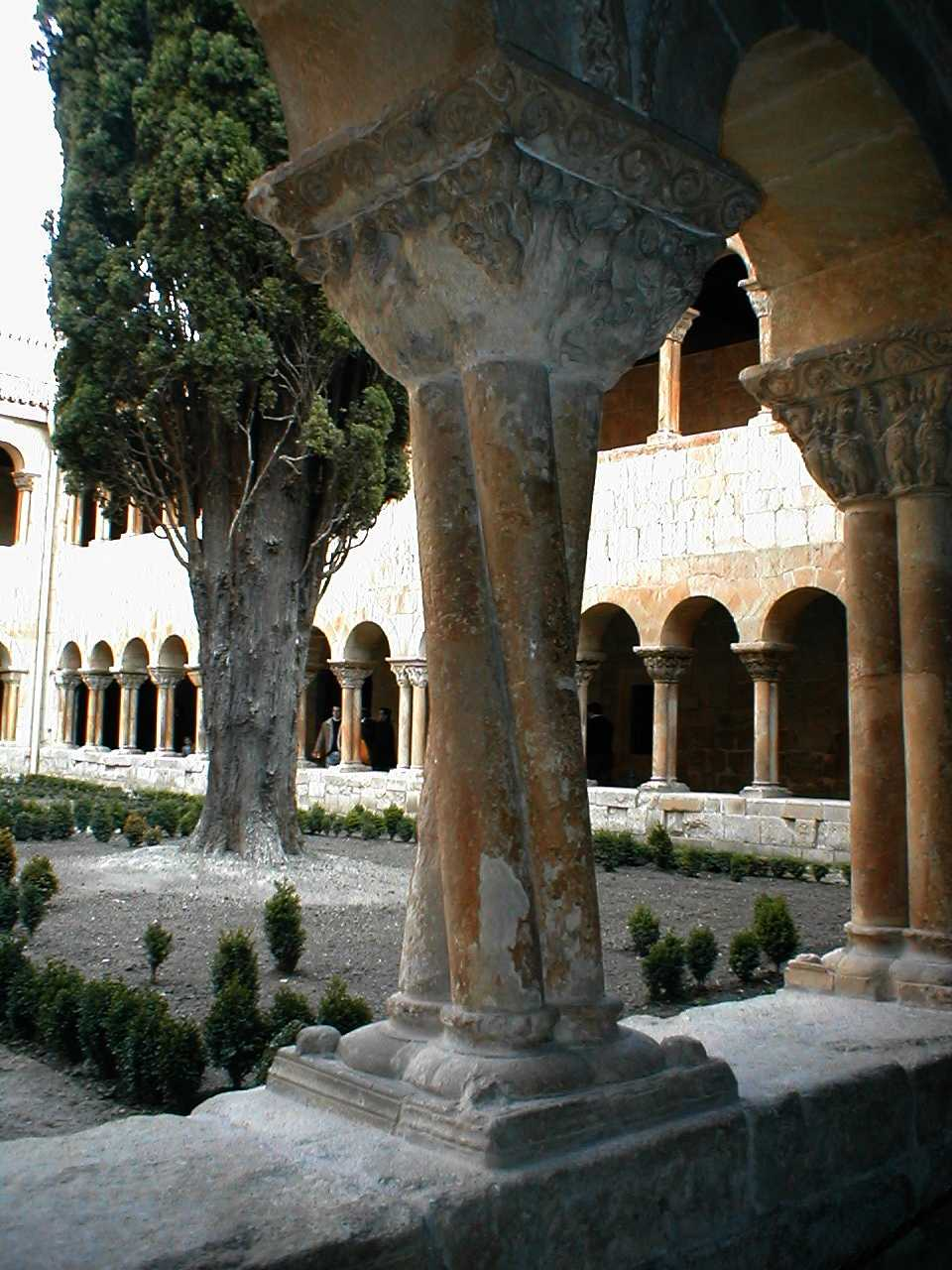
El clasutre amb el detall de la columna torçada

El Monestir de Santo Domingo de Silos és una abadia benedictina situada en el municipi de Santo Domingo de Silos, a la província de Burgos. La seva celebritat prové fonamentalment del seu claustre romànic.

## Història
El monestir, encara que no en la seva actual configuració, es remunta al segle vii durant el visigot Regne de Toledo, si bé s'esvaeix durant l'ocupació musulmana. Al segle x, anomenat encara San Sebastià de Silos, i en especial durant el període en què el comte Fernán González governa a Castella (930-970), torna a ressorgir la comunitat monàstica assolint una gran activitat que novament decau sota les destrosses d'Almansor. Quan aquest desapareix el 1002 i recobrada la serenitat, el monestir es troba arruïnat i malparat.
L'any 1041 Domènec de Silos, prior del monestir de San Millán de la Cogolla, es refugia al Regne de Castella fugint del rei de Navarra, és ben rebut per Ferran I de Castella que li confia la missió de restablir l'antiga esplendor i donar una nova empenta al monestir de Silos encara sota l'advocació de Sant Sebastià. Amb el decidit impuls de l'abat sant Domènec es va erigir l'església romànica, magnífic temple de tres naus i cinc absis consagrat el 1088 per l'abat Fortunio, el claustre, que encara perdura, i la resta de les dependències monacals. A la mort del sant, el monestir pren el seu patrocini i passa a denominar-se Santo Domingo de Silos.
El segle xviii es veu la necessitat d'ampliar les instal·lacions, principalment la cabuda de l'església. S'encomana a l'arquitecte Ventura Rodríguez dur a terme les reformes degudes. Sense el menor mirament, sense cap consideració, amb el menyspreu que en aquella època es mostrava per tot el medieval, es va derruir el temple romànic per substituir-lo per un altre neoclàssic que és el que avui es pot veure. Del primitiu en queda com a vestigi l'ala sud del transsepte i la Porta de les Verges que obre al claustre. Per sort, la falta de recursos econòmics va fer que el mateix claustre no tingués el mateix final que l'església.
El 1835 pateix els efectes de la desamortització de Mendizábal que van implicar la pèrdua per espoli de part de les seves riqueses artístiques i documentals. Per fi, el 1880 s'estableix una nova comunitat de monjos benedictins arribats de l'abadia francesa de Ligugé. Avui és lloc d'afluència dels qui saben apreciar les belleses del seu claustre romànic i del cant gregorià amb el que s'acompanyen els oficis religiosos.

## El claustre
El claustre de Silos és de doble planta, sent la inferior la més antiga i la de major mèrit. Forma un quadrilàter de costats lleugerament desiguals, dels quals el menor mesura 30 m i el major 33,12 m. Els costats nord i el sud consten de 16 arcs, mentre que els costats est i oest de només 14. Com les parelles de costats oposats no són d'igual dimensió malgrat tenir el mateix nombre d'arcs, els llums d'aquests tampoc no són idèntics, variant entre 1,00 i 1,15 m. Els arcs són de mig punt i descansen sobre capitells que, al seu torn, ho fan sobre columnes de doble fuste monolític d'1,15 m de longitud; només els suports centrals de cada galeria estan formats per fustes quàdruples, i un d'ells, el del costat nord, està torçat. Tota l'arcuació va muntada sobre un pòdium corregut amb una obertura per a accés al jardí interior.
El claustre inferior es va haver d'aixecar a la segona meitat del segle xi i primera del xii, mentre que el claustre superior es va construir en els últims anys d'aquell mateix segle. En l'inferior es perceben clarament dues fases d'execució: durant la primera, que correspon a les últimes dècades del segle xi, es van dur a terme les galeries nord i est; la segona es va desenvolupar el següent segle i s'hi van executar les galeries sud i oest. Cada fase reflecteix una forma de fer i un estil diferents atribuïbles a dos mestres diferents que van emprar els seus propis tallers. Com a trets diferenciadors, els fustos de les columnes de la primera etapa estan més separats i les talles són de poc relleu i escàs moviment. Les figures del segon taller són més realistes i posseeixen major volum.
En el plànol artístic, el més destacable és la col·lecció dels 64 capitells de què consta el claustre baix i els relleus que ornamenten les cares interiors de les quatre pilastres que formen els angles de la galeria. Al primer mestre serien assignables sis dels relleus amb les següents escenes:
- Angle sud-est: L'ascensió i Pentecosta.
- Angle nord-est: El sepulcre i El descendiment.
- Angle nord-oest: Els deixebles d'Emaús i La dubte de Sant Tomás.

El segon mestre seria l'autor dels dos relleus restants:
- Angle sud-oest: L'anunciació a Maria i L'arbre de Jessé.

Els capitells, i en especial els del segon artista, són obres mestres de la iconografia romànica i el que més admira i crida l'atenció de tot el claustre. Els seus temes són molt variats: des dels quals representen escenes bíbliques o evangèliques, fins als figuratius d'animals quimèrics, grius, lleons, harpies, centaures, aus fabuloses i tota classe d'elements vegetals.
Són a destacar també la Porta de les Verges, que comunica el clautre amb l'església i que constitueix un vestigi del primitiu temple romànic, i la façana de la desapareguda sala capitular que s'obria a la galeria oriental.

## Altres dependències
- L'apotecaria: Es va crear el 1705. Disposava del seu propi jardí botànic, d'un laboratori farmacèutic i d'una biblioteca especialitzada. Es conserven uns 400 volums editats entre els segles xvi i xix. També es guarden diversos centenars de pots de pisa que s'utilitzaven com a recipients de productes medicinals.
- El museu: En una antiga sala del monestir s'exhibeix una important col·lecció d'obres d'art relacionades amb el mateix cenobi que inclou pintura, orfebreria, escultura i esmalts entre altres coses. Destaca una custòdia processional de segle xvi, el calze que utilitzava Santo Domingo de Silos del segle xi, o el timpà d'una de les portes de la primitiva església romànica que es va rescatar d'entre els fonaments de l'actual església neoclàssica.

## Galeria d'imatges

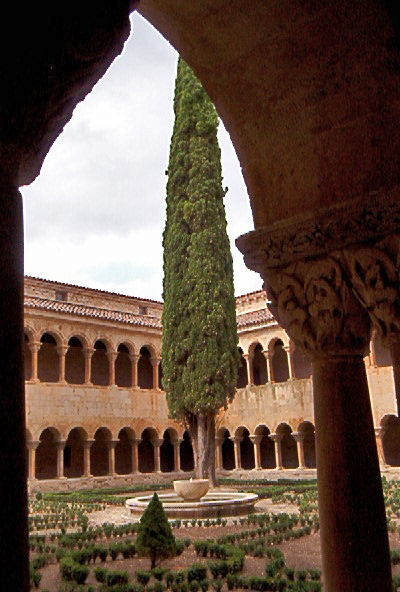
Claustre de Silos
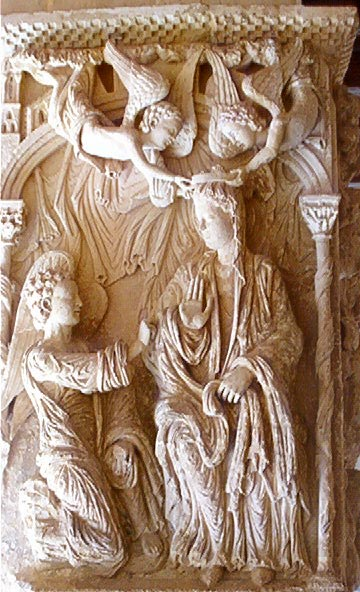
L'anunciació a Maria
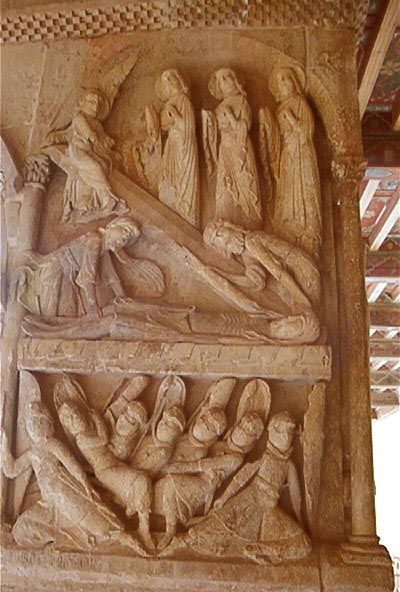
El sepulcre
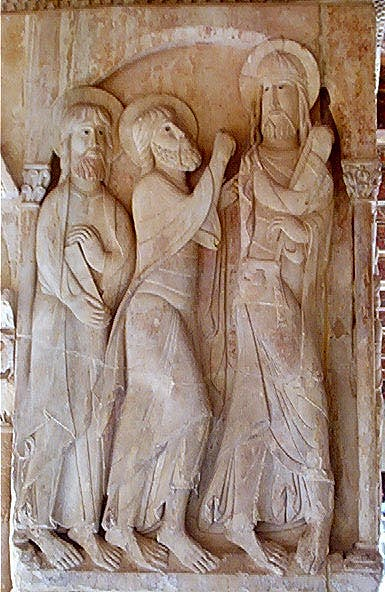
Els deixebles d'Emaús
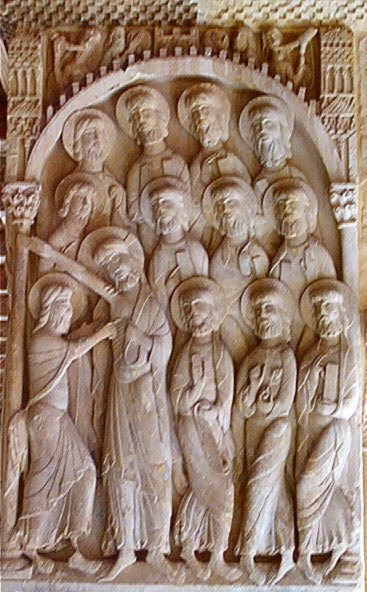
El dubte de Sant Tomàs
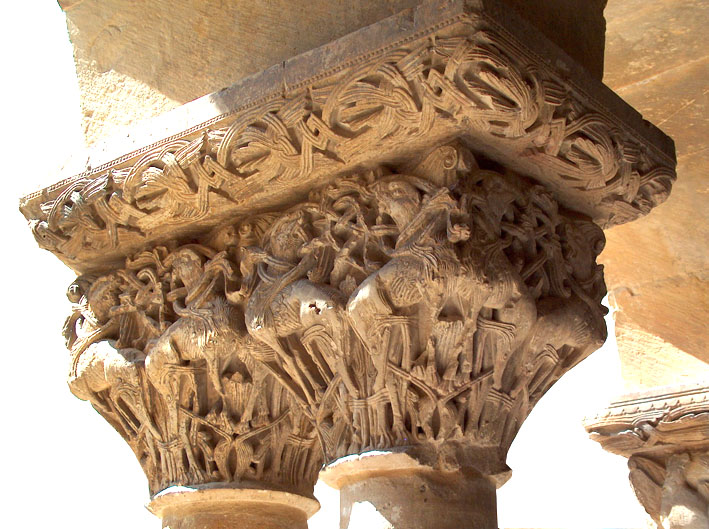
Capitell doble del 1r mestre
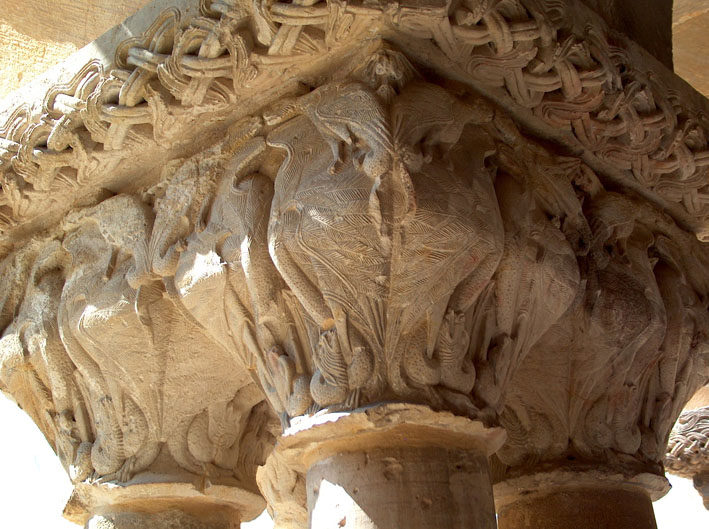
Capitell quàdruple del 1r mestre
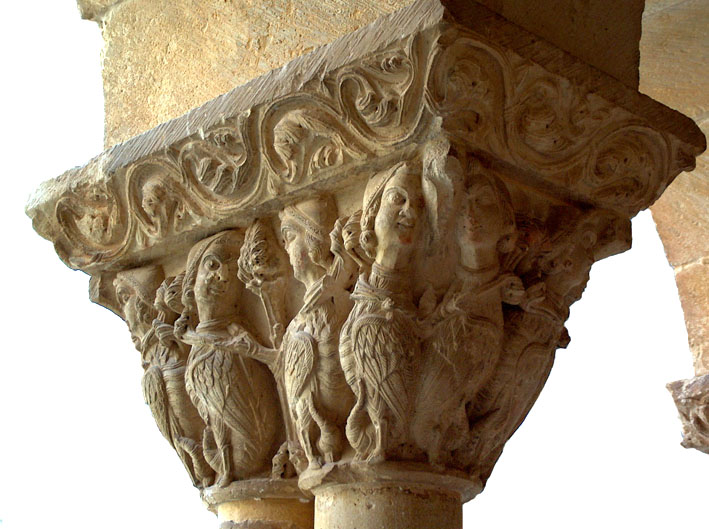
Capitell doble del 2n mestre
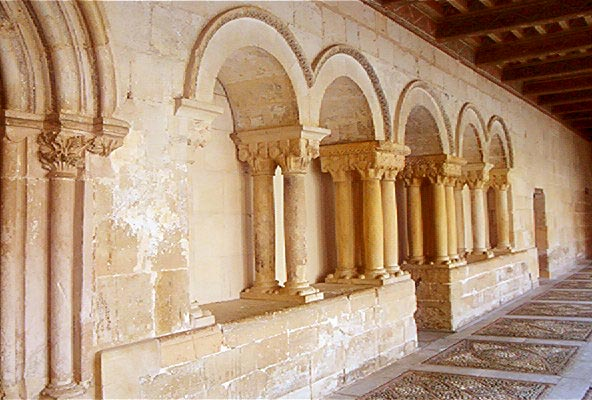
Façana de la sala capitular
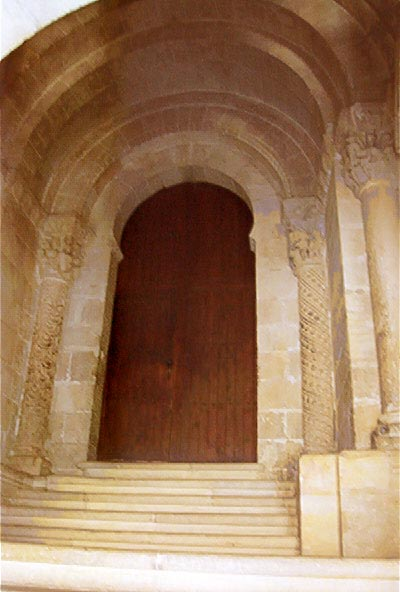
Porta de les Verges
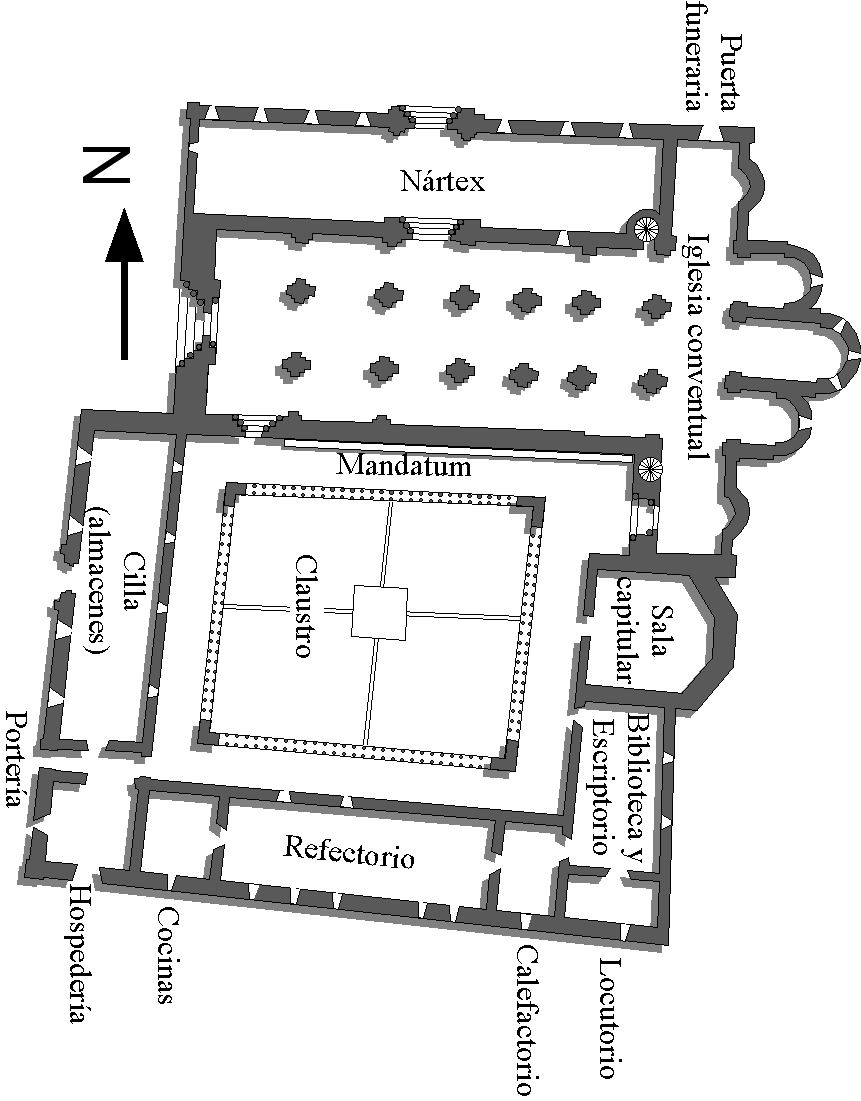
Planta del primitiu monestir, tal como seria al segle XII